# Signale für Bahnübergänge
Die Signale für Bahnübergänge (Bü), sowie im Geltungsbereich der ehemaligen Deutschen Reichsbahn einzelne Signale aus den ehemaligen Gruppen der Aufforderungssignale zum Pfeifen (Pf) und der sonstigen Signale (So), umfassen Eisenbahnsignale in Deutschland, die zur Sicherung und Kennzeichnung von Bahnübergängen und deren Schaltanlagen verwendet werden. Insbesondere in Bezug auf die Ankündigung technisch gesicherter Bahnübergänge bestehen Unterschiede in der Signalisierung zwischen den Geltungsbereichen der ehemaligen Deutschen Bundesbahn (DS 301) und der ehemaligen Deutschen Reichsbahn (DV 301).

## Signale
| Signalbegriff     | Signalbegriff                 | Signalbedeutung                                                                             | Signalbeschreibung | Erläuterung | Bild |
| Kurz- bezeichnung | Lang- bezeichnung             | Signalbedeutung                                                                             | Signalbeschreibung | Erläuterung | Bild |
| ----------------- | ----------------------------- | ------------------------------------------------------------------------------------------- | --- | --- | ---- |
| Bü 0              | —                             | Halt vor dem Bahnübergang! Weiterfahrt nach Sicherung.                                      | Eine runde gelbe Scheibe in einer gelben Umrahmung über einem schwarz-weiß schräg gestreiften Mastschild (in der Regel im Bereich der DS 301) oder zwei waagerecht angeordnete gelbe Lichter bzw. rückstrahlende Scheiben über einem schwarz-weiß schräg gestreiften Mastschild (in der Regel im Bereich der DV 301; bei Gültigkeit für mehrere Bahnübergänge mit zwei Mastschildern nebeneinander, insofern keine Bü-Ankündetafeln und Bü-Kennzeichentafeln aufgestellt sind) oder ein gelbes Licht über einem schwarz-weiß schräg gestreiften Mastschild; das gelbe Licht kann bei nichtbundeseigenen Eisenbahnen auch entfallen (nur im Bereich der DS 301). | Das Signal Bü 0 wird an Überwachungssignalen vor zugbedienten technisch gesicherten Bahnübergängen gezeigt. Ändert sich das Signalbild nach Befahren des Einschaltkontaktes nicht auf Bü 1, muss der Triebfahrzeugführer vor dem Bahnübergang halten und die Anlage nach gültigem Regelwerk manuell sichern. Scheiben, Umrahmungen und Mastschilder der Überwachungssignale sind in der Regel rückstrahlend. Die ehemalige Bezeichnung im Bereich der DV 301 lautete So 16b – Überwachungssignal einer Wegübergangssicherungsanlage. |      |
| Bü 1              | —                             | Der Bahnübergang darf befahren werden.                                                      | Ein blinkendes weißes Licht über einer runden gelben Scheibe in einer gelben Umrahmung über einem schwarz-weiß schräg gestreiften Mastschild (in der Regel im Bereich der DS 301) oder ein weißes Licht über zwei waagerecht angeordneten gelben Lichtern bzw. rückstrahlenden Scheiben über einem schwarz-weiß schräg gestreiften Mastschild (in der Regel im Bereich der DV 301; bei Gültigkeit für mehrere Bahnübergänge mit zwei Mastschildern nebeneinander, insofern keine Bü-Ankündetafeln und Bü-Kennzeichentafeln aufgestellt sind) oder ein blinkendes weißes Licht über einem schwarz-weiß schräg gestreiften Mastschild (nur im Bereich der DS 301) oder ein blinkendes weißes Licht über einem gelben Licht und einem schwarz-weiß schräg gestreiften Mastschild (nur im Bereich der DS 301). | Das Signal Bü 1 wird an Überwachungssignalen vor zugbedienten technisch gesicherten Bahnübergängen gezeigt und meldet den ordnungsgemäßen Arbeitszustand der Anlage nach Befahren des Einschaltkontaktes. Scheiben, Umrahmungen und Mastschilder der Überwachungssignale sind in der Regel rückstrahlend. Die ehemalige Bezeichnung im Bereich der DV 301 lautete So 16a – Überwachungssignal einer Wegübergangssicherungsanlage; der Bahnübergang durfte ohne Halt vorsichtig mit Schrittgeschwindigkeit befahren werden. |      |
| Bü 2 (DS 301)     | Rautentafel                   | Ein Überwachungssignal ist zu erwarten.                                                     | Eine rechteckige schwarze Tafel mit vier auf den Spitzen übereinander stehenden rückstrahlenden weißen Rauten. | Die Rautentafel kennzeichnet den Anfang einer Einschaltstrecke einer Bahnübergangssicherungsanlage mit Überwachungssignal, auf dessen Stellung mit Signal Bü 0 oder Bü 1 der Triebfahrzeugführer achten muss. Auf die Tafel mit vier Rauten können weitere Rautentafeln folgen, bei denen die Anzahl der Rauten in Fahrtrichtung abnimmt – ähnlich der Streifen auf Vorsignalbaken. |      |
| So 15 (DV 301)    | Warntafel                     | Überwachungssignal beachten.                                                                | Eine rechteckige, weiße rückstrahlende Tafel mit drei waagerechten, schwarzen Streifen. | Der Triebfahrzeugführer hat am Standort des Signals So 15 zu prüfen, ob das Signal Bü 1 am Überwachungssignal leuchtet. Gilt das zugehörige Überwachungssignal für mehrere Bahnübergänge, so ist auf der Warntafel die entsprechende Anzahl anstelle des oberen Streifens als schwarze Zahl dargestellt, insofern keine Bü-Ankündetafeln und Bü-Kennzeichentafeln aufgestellt sind. Sie kennzeichnet zudem den Einschaltpunkt der Bahnübergangssicherungsanlage, wenn kein gesondertes Signal So 14 aufgestellt ist. |      |
| Bü 3 (DS 301)     | Merktafel                     | Kennzeichnung des Einschaltpunktes von Blinklichtern oder Lichtzeichen mit Fernüberwachung. | Eine schwarz-weiß waagerecht gestreifte rückstrahlende Tafel. | Die Merktafel kennzeichnet den Anfang einer Einschaltstrecke einer Bahnübergangssicherungsanlage ohne Überwachungssignal. |      |
| So 14 (DV 301)    | Merkpfahl                     | Kennzeichnung des Einschaltpunktes von Blinklichtern.                                       | Ein schwarz-weiß waagerecht gestreifter Pfahl. | Der Merkpfahl kennzeichnet den Anfang der Schaltstrecke einer Bahnübergangssicherungsanlage, der Merkpfahl der Gegenrichtung deren Ende. Er kennzeichnet auch den Einschaltpunkt von Lichtzeichen und wird nur aufgestellt, wenn die Schaltstrecke nicht bereits durch Signal So 15 begrenzt ist. |      |
| Bü 4              | Pfeiftafel                    | Etwa 3 Sekunden lang pfeifen!                                                               | Eine rechteckige weiße Tafel mit schwarzem P oder eine rechteckige schwarze Tafel mit weißem Rand und weißem P. | Vor Bahnübergängen mit Kraftverkehr stehen in der Regel zwei Pfeiftafeln nacheinander; im Bereich der DV 301 kann stattdessen auch Signal Pf 2 aufgestellt sein. Wenn Züge zwischen der Pfeiftafel und dem Bahnübergang planmäßig halten, ist die Pfeiftafel hinter dem Halteplatz des Zuges wiederholt. Über der Pfeiftafel vor dem Halteplatz ist dann eine rechteckige weiße Tafel mit zwei senkrechten schwarzen Streifen angebracht; sie gilt nur für Züge, die vor dem Bahnübergang nicht halten. Die ehemalige Bezeichnung im Bereich der DV 301 lautete Pf 1 – Pfeiftafel vor Gefahrenstelle; sie war vor Gefahrenstellen und Tunneln aufgestellt, jedoch nicht vor Bahnübergängen. |      |
| Pf 2 (DV 301)     | Pfeiftafel vor Bahnübergängen | Zweimal pfeifen!                                                                            | Zwei weiße Tafeln mit schwarzem P senkrecht übereinander. | Vom Signal Pf 2 ab ist 3 Sekunden lang und kurz vor dem Bahnübergang erneut zu pfeifen; bei Bedarf ist auch öfter zu pfeifen. Kann der Bahnübergang gut eingesehen werden und nähern sich keine Personen oder Fahrzeuge, kann das erneute Pfeifen unterbleiben. Signal Pf 2 kann auch vor zugbedienten Halbschrankenanlagen aufgestellt sein, wenn am Gegengleis kein Überwachungssignal vorhanden ist. Wenn Züge zwischen der Pfeiftafel und dem Bahnübergang planmäßig halten, ist die Pfeiftafel hinter dem Halteplatz des Zuges wiederholt. Über der Pfeiftafel vor dem Halteplatz ist dann eine rechteckige weiße Tafel mit zwei senkrechten schwarzen Streifen angebracht; sie gilt nur für Züge, die vor dem Bahnübergang nicht halten. Folgen mehrere Bahnübergänge dicht aufeinander, so ist nur ein Signal Pf 2 aufgestellt; die Anzahl der zugehörigen Bahnübergänge wird auf einer weißen Tafel in schwarzer Aufschrift angezeigt. Vor jedem folgenden Bahnübergang ist dann erneut zu pfeifen. |      |
| Bü 5              | Läutetafel                    | Es ist zu läuten.                                                                           | Eine rechteckige weiße Tafel mit schwarzem L. | Vom Signal ab ist zu läuten, bis die Spitze des Zuges den Bahnübergang überquert hat. Das Signal kann vor Bahnübergängen ohne allgemeinen Kraftverkehr stehen. Wenn Züge zwischen der Läutetafel und dem Bahnübergang planmäßig halten, ist die Läutetafel hinter dem Halteplatz des Zuges wiederholt. Über der Läutetafel vor dem Halteplatz ist dann eine rechteckige weiße Tafel mit zwei senkrechten schwarzen Streifen angebracht; sie gilt nur für Züge, die vor dem Bahnübergang nicht halten. |      |

## Orientierungszeichen

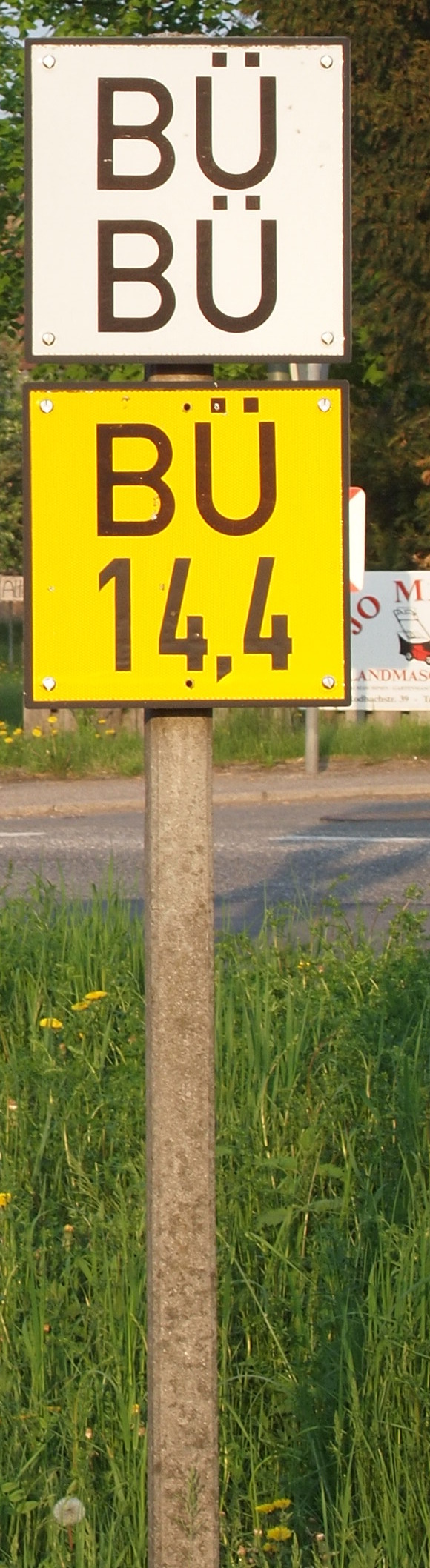
Anfang einer gemeinsamen Einschaltstrecke mehrerer Bahnübergänge; der erste in Streckenkilometer 14,4

Im Bereich der Einschaltstrecke können zusätzlich Bü-Ankündetafeln und Bü-Kennzeichentafeln aufgestellt sein. Eine schwarz umrandete gelbe, rückstrahlende Bü-Ankündetafel am Anfang der Einschaltstrecke weist mit schwarzer Aufschrift der Streckenkilometerangabe auf die Lage des zugehörigen Bahnübergangs hin. Unmittelbar vor dem Bahnübergang steht dann eine weiße, rückstrahlende Bü-Kennzeichentafel, die den Standort des Bahnüberganges mit schwarzer Aufschrift angibt. Der Anfang einer gemeinsamen Einschaltstrecke für mehrere Bahnübergangssicherungsanlagen („Bü-Kette“) wird über der Bü-Ankündetafel für den ersten zugehörigen Bahnübergang durch eine weiße rückstrahlende Tafel mit schwarzer Aufschrift „Bü/Bü“ angezeigt. Innerhalb der gemeinsamen Einschaltstrecke ist vor jedem Bahnübergang außer einer Bü-Kennzeichentafel auch eine Bü-Ankündetafel für den folgenden Bahnübergang aufgestellt. Der letzte zugehörige Bahnübergang besitzt dann lediglich eine Bü-Kennzeichentafel.
Des Weiteren werden Orientierungszeichen zur Kennzeichnung der Stelle zur Sicherung an Bahnübergängen aufgestellt, die Auskunft über am Bahnübergang vorhandene Einschalttasten (ET) oder Hilfseinschalttasten (HET) zur technischen Nachsicherung im Störungsfall geben. Die weißen rechteckigen Tafeln tragen die schwarze Aufschrift „ET“, „Automatik-ET“, „HET“ oder „Automatik-HET“.